# Samsung Galaxy Store
Samsung Galaxy Store (ранее — Samsung Apps и Galaxy Apps) — магазин приложений, созданный компанией Samsung Electronics. Запущен 14 сентября 2009 года для Великобритании, Франции, Италии и некоторых стран Азии. На 2022 год доступен на платформах Android и Tizen.

## История

### Samsung Mobile Applications
Осенью 2008 года для разработчиков мобильного программного обеспечения была запущена программа Samsung Mobile Innovator. Она начала работать в бета-режиме с 1 октября, а 22 октября официально была анонсирована на выставке Smartphone Show. В начале единственной платформой, которая поддерживалась, была Symbian. 
29 января 2009 года Samsung, совместно с партнёром PocketGear, запустил в бета-режиме для разработчиков-участников программы Samsung Mobile Innovator онлайн-магазин Samsung Mobile Applications, также известный как Samsung Apps. Магазин был доступен только из интернета (без мобильного клиента) на территории Великобритании для платформ Symbian и Windows Mobile. 16 февраля 2009 во время MWC 2009 Samsung официально сообщила о расширении программы Samsung Mobile Innovator и магазина Samsung Mobile Applications для платформ Java ME и Windows Mobile. 13 марта была запущена китайская версия портала для разработчиков, а 19 августа в нём была добавлена поддержка платформы Java ME. В третьем квартале 2009 года онлайн-магазин был доступен в нескольких европейских странах. В 2011 году отменена поддержка магазина Samsung Mobile Applications в пользу Samsung Apps.

### Samsung Apps
14 сентября 2009 для Великобритании, Франции и Италии компанией Samsung Electronics был запущен новый онлайн-магазин Samsung Apps (Samsung Application Store) для платформ Windows Mobile и Symbian (поддерживаемые смартфоны Samsung Omnia, Omnia HD (I8910HD), Omnia II, OmniaLITE). 7 января 2010 на выставке CES 2010 Samsung Apps был официально представлен как многоплатформенный магазин программного обеспечения. 9 марта 2010 Samsung Electronics America, Inc. анонсировала запуск платформы Samsung Apps (Samsung Apps TV) для телевизоров, Blu-ray проигрывателей и домашних кинотеатров. 

9 июля 2010 был представлен первый смартфон под управлением bada, программное обеспечение для которого распространяется через Samsung Apps. Также заявлена поддержка платформ Android и Java ME. 31 декабря 2010 прекращена поддержка Symbian.

С 28 апреля 2011 года в Великобритании введена услуга по выставлению счетов P-SMS, которая позволяет оплачивать контент магазина с помощью СМС. В течение 2011 года услуга введена ещё в 12 странах. 15 сентября 2011 для разработчиков приложений было представлено In-App Purchase SDK, реализующий механизм встроенных покупок. Также в магазине появились сервисы, упрощающие способы тестирования программ Try’n Play и Rent’n Play, составления списка пожеланий Wishlist и рекомендаций приложений Smart App Recommendation. 

27 марта 2012 Samsung обновил версию своего онлайн-магазина, повысив скорость и стабильность работы сервиса. 

На 2012 год объявлен международный конкурс среди разработчиков приложений для мобильных устройств — Samsung Smart App Challenge 2012, по итогам которого 80 победителей разделят призовой фонд в 4,080 млн. долларов. 

В 2013 году проведение международного конкурса намечено на период с 20 июня по 31 августа. 10 финалистов разделят призовой фонд размером $800 000. Победившим участникам, помимо высокого денежного вознаграждения, Samsung обещает венчурное финансирование приложений.

## Samsung Apps TV
Samsung Apps TV является составной частью концепции Smart TV. Магазин содержит приложения, игры и сервисы, которые расположены в соответствии с категориями, такими, как видео, спорт, стиль, информация и т. п. 

Темпы роста магазина достигли впечатляющих величин. По состоянию на 23 мая 2011 каталог Samsung Apps TV насчитывал более 550 приложений, число загрузок которых перешагнуло 5 миллионов. На начало сентября 2011 года каталог содержал уже более 900 приложений, а количество скачиваний приблизилось к отметке в 10 миллионов. На конец января 2012 года, имея в своем арсенале более 1400 доступных приложений, компания планирует преодолеть 15 миллионов загрузок до конца месяца. 

Для стимулирования разработки инновационных приложений для платформы Smart TV компания организует мероприятие Free the TV Challenge, которое проводилось в 2010 и 2011 годах. 

12 июля 2012 года гигант индустрии сообщил, что для ряда продвинутых телевизоров с системой управления жестами Samsung Interaction (модели серий ES7000, ES8000 и ES9000) будет доступна всемирно известная игра Angry Birds.

## Samsung Apps в России
В России онлайн-магазин был запущен 15 марта 2010 года. 

Игровой сервис PlayJam от Samsung Apps был запущен с 1 декабря 2011 года, а России он стал доступен начиная с  7 декабря. 

В августе 2011 года электронный гигант представил в России бесплатный сервис 3D VOD «Explore 3D» для своих продвинутых телевизоров. 

В апреле 2013 года Samsung начал продажи в России телевизоров Smart TV нового модельного ряда с функциями голосового управления. Все представленные телевизоры имеют обновлённый интерфейс Smart Hub.